# 鮑伯·高迪歐
羅伯特·約翰·高迪歐（英語：Robert John Gaudio，1942年11月17日—）是美國歌手、詞曲作家、音樂家、唱片製作人和四季合唱團的鍵盤手兼合唱歌手。

## 生平

### 早年生活
高迪歐於1942年在紐約市布朗克斯出生、在紐澤西州博根菲爾德長大並就讀於博根菲爾德高中。他的父母分別在紙廠和出版商普林帝斯霍爾工作。高迪歐很快就展現對音樂的興趣並向爵士鋼琴家薩爾·莫斯卡學琴。
高迪歐在15歲時成為搖滾樂團皇家少年的一員，隨著他合寫了樂團的熱門歌曲〈Short Shorts〉，他也在音樂圈裡漸漸有名了起來。1958年，高迪歐在和樂團為宣傳主打歌而準備在當地電視節目上表演時，他們結識了法蘭基·維里和他的樂團四個愛人。由於對巡迴演出感到厭倦，高迪歐很快就離開了皇家少年，此後不久，其他成員也退團了。
停止巡迴演出的一年後，高迪歐正式加入四個愛人。盡管還不確定是否有商業前途，樂團在製作人鮑勃·克魯的安排下忙碌於錄製工作和在夜總會的演出。

### 四季合唱團
1960年，在經過幾次會談後，高迪歐和維里開始了長期合作，兩人隨後與湯米·迪維托和尼克·麥西共組了四季合唱團。
1962年，高迪歐在團練前15分鐘寫出了樂團第一首冠軍單曲〈Sherry〉。在製作人克魯的歌詞協助下，高迪歐寫出了許多四季合唱團最熱門的歌曲，如〈Big Girls Don't Cry〉、〈Walk Like a Man〉、〈Dawn (Go Away)〉、〈Ronnie〉、〈Rag Doll〉、〈Save It for Me〉、〈Big Man in Town〉、〈Bye, Bye, Baby (Baby Goodbye)〉、〈Girl Come Running〉、〈Beggin'〉和〈Can't Take My Eyes Off You〉（維里個人名義下的第一首熱門歌曲）。克魯/高迪歐的創作在之後也被其他藝人/樂團唱紅，如顫音樂團的〈Silence Is Golden〉（原為四季合唱團單曲〈Rag Doll〉的B面）、奧斯蒙組合的〈The Proud One〉（原為維里的個人單曲）以及沃克兄弟的〈The Sun Ain't Gonna Shine (Anymore)〉（另一首維里的個人單曲）。
在披頭四的《Sgt. Pepper's Lonely Hearts Club Band》於1967年5月26日發行後，高迪歐看見流行音樂市場的改變，並試圖將四季合唱團重新定位向社會意識的潮流發展。1967年8月的一天晚上，高迪歐去了格林威治村的夜總會痛苦之地看到傑克·霍姆斯為雛鳥樂團所做的開場表演。在這之後高迪歐決定與霍姆斯合作，並取霍姆斯的歌〈Genuine Imitation Life〉為基礎來做一張四季合唱團的專輯。在兩人的合作下，專輯《The Genuine Imitation Life Gazette》於1969年1月發行，然而此專輯在商業上可說是完全的失敗並象徵著樂團第一階段成功的結束，不過隨著欣賞此專輯的人愈來愈多，使得它在1990年代以CD形式重發行。高迪歐與霍姆斯也創作、製作了法蘭克·辛納屈1969年的專輯《Watertown》。
1975年，高迪歐寫了〈Who Loves You〉和〈December, 1963 (Oh, What a Night)〉給他未來的妻子茱蒂·帕克（Judy Parker），這兩首歌往後也成為重組的四季合唱團的熱門歌曲（最初陣容裡只剩維里留下，高迪歐於1971年退出現場演出陣容來專注於創作與製作工作）。
高迪歐、迪維托、維里和麥西—四季合唱團的創始陣容—在1990年入選搖滾名人堂，並於1999年入選聲樂團體名人堂。

### 後續發展
除了與四季合唱團和辛納屈，高迪歐也曾為麥可·傑克森、巴瑞·曼尼洛、戴安娜·羅斯、艾瑞克·卡爾曼、南希·辛納屈、皮伯·布萊森、蘿貝塔·弗萊克等藝人創作和/或製作歌曲，特別是他製作了尼爾·戴門的六張專輯，包括電影《吾父吾愛吾子》和《異形奇花》的原聲帶。高迪歐也製作了戴門與芭芭拉·史翠珊的對唱單曲〈You Don't Bring Me Flowers〉，此曲於1978年在告示牌榜單上奪冠，並獲得一次葛萊美獎提名。
1990年代的高迪歐搬到納許維爾，並為加拿大鄉村音樂明星喬治·福克斯以及其他藝人製作唱片。同時他也開始專注於寫作音樂劇，如2001年時為倫敦西區劇院出品的《Peggy Sue Got Married》。
高迪歐在以四季合唱團的生平改編的百老匯音樂劇《澤西男孩》中扮演著重要的角色，戲中取用許多他為樂團的創作。音樂劇於2005年開演並廣受好評、2006年獲得了包括最佳音樂劇在內的四個東尼獎、以及在2007年贏得葛萊美獎的最佳音樂劇專輯獎項。
1995年，高迪歐與克魯因對四季合唱團和其他藝人的詞曲貢獻而入選詞曲作家名人堂。
2009年，在輟學的50年後，高迪歐拿到了博根菲爾德高中的畢業證書。
2012年5月12日，高迪歐因對許多人道主義事業的貢獻而獲得艾利斯島榮譽勳章。
2014年6月20日，華納兄弟發行了電影版本的《澤西男孩》，由克林·伊斯威特指導並由埃里克·貝爾根飾演高迪歐一角。在電影中，是由少年時期的喬·派西將高迪歐引介給迪維托的。
2014年7月1日，犀牛娛樂公司發行了《Audio with a G》，一張收錄了高迪歐給其他藝人演唱的創作的合輯，演譯者包括四季合唱團、法蘭克·辛納屈、誘惑合唱團、雪兒、蘿貝塔·弗萊克、妮娜·西蒙、傑瑞·巴特勒、查克·傑克森等。

## 外部連結
- 鮑伯·高迪歐在互联网电影资料库（IMDb）上的資料（英文）
- 互聯網百老匯資料庫（IBDB）上鮑伯·高迪歐的資料（英文）
- 鮑伯·高迪歐 （页面存档备份，存于）在詞曲作家名人堂（英语：Songwriters Hall of Fame）上的頁面
- Watertownology -- a site to study the Watertown album （页面存档备份，存于）